# Perissoneura chrysea
Perissoneura chrysea är en nattsländeart som beskrevs av Navás 1922. Perissoneura chrysea ingår i släktet Perissoneura och familjen böjrörsnattsländor. Inga underarter finns listade i Catalogue of Life.